# Klaipeda Port
Klaipeda Port är en hamn i Litauen.   Den ligger i länet Klaipėda län, i den västra delen av landet, 280 km väster om huvudstaden Vilnius. Klaipeda Port ligger 2 meter över havet. Runt Klaipeda Port är det ganska glesbefolkat, med 38 invånare per kvadratkilometer. Närmaste större samhälle är Klaipėda, 7,9 km norr om Klaipeda Port. Omgivningarna runt Klaipeda Port är en mosaik av jordbruksmark och naturlig växtlighet.